# Anu Sinisalo
Anu Sinisalo (* 3. März 1966 in Helsinki) ist eine finnische Schauspielerin.

## Leben
Anu Sinisalo ist die ältere Schwester der Schauspielerin Emilia Sinisalo. Sie absolvierte 1996 ihr Schauspielstudium an der Theaterakademie Helsinki. Bereits während ihres Studiums war sie in unterschiedlichen Kurzfilmen und Fernsehserien zu sehen. Ihr Leinwanddebüt gab sie mit der 2001 veröffentlichten und von Ere Kokkonen inszenierten Komödie Kymmenen riivinrautaa. Seitdem war sie in über 60 Film- und Fernsehproduktionen zu sehen, wobei sie in Filmen wie Der Waldriese und Das Geheimnis der versunkenen Yacht sowie Fernsehserien wie Black Widows – Rache auf Finnisch und Bordertown mitspielte. Für ihre Darstellung der Heli in der von Samuli Valkama inszenierten Komödie Ei kiitos wurde sie 2015 mit einem Jussi als Beste Hauptdarstellerin ausgezeichnet.
Durch ihre schwedischen Sprachkenntnisse war Sinisalo auch in der Lage in mehreren schwedischen Krimiserien mitzuspielen. So war sie unter anderem in Mord im Mittsommer, Kommissar Beck – Die neuen Fälle und der Filmreihe Arne Dahl zu sehen.
Sinisalo lebte von 2012 bis 2018 mit dem Schauspieler Antti Reini zusammen.

## Filmografie
- 1999: Achterbahn: Mitten in der Nacht (Nattflykt)
- 2001: Kymmenen riivinrautaa
- 2012: Arne Dahl (Fernsehserie, zwei Folgen)
- 2012: Mord im Mittsommer (Morden i Sandhamn, Fernsehserie, drei Folgen)
- 2013: Nymphs (Nymfit, Fernsehserie, zwei Folgen)
- 2014: Ei kiitos
- 2015–2016: Kommissar Beck – Die neuen Fälle (Beck, Fernsehserie, acht Folgen)
- 2016: Black Widows – Rache auf Finnisch (Mustat lesket, Fernsehserie, zehn Folgen)
- 2016–2019: Bordertown (Sorjonen, Fernsehserie, 31 Folgen)
- 2020: Nurses (Syke, Fernsehserie, zwei Folgen)
- 2020: Der Waldriese (Metsäjätti)
- 2020: Eine Nacht in Helsinki (Yö armahtaa)
- 2021: Bordertown: Ein besserer Ort (Sorjonen: Muraalimurhat)
- 2021: Das Geheimnis der versunkenen Yacht (Pertsa & Kilu)
- 2021: Wingman (Luottomies, Fernsehserie, eine Folge)